# Tien torens diep (televisieserie)
Tien torens diep is een Nederlandse televisieserie uit 2009 geregisseerd door Marc Willard, gebaseerd op het gelijknamige boek van Jacques Vriens.

## Rolverdeling
| Acteur               | Personage     |
| -------------------- | ------------- |
| Tom Hodgson          | Stef          |
| Soy Kroon            | Victor        |
| Charlotte Hoffman    | Wietske       |
| Levi van Kempen      | Joep          |
| Guus Dam             | Opa           |
| Bas Keijzer          | Buurman Dries |
| Alexander van Bergen | Vader         |
| Maureen Havlena      | Moeder        |
| Dennis Verhagen      | Colla         |
| Nellie Benner        | Femke         |
| Stefanie van Leersum | Martha        |
| Laura van Kuik       | Berbel        |
| Mitchell Immerzeel   | Sjeng         |